# MuZIEum

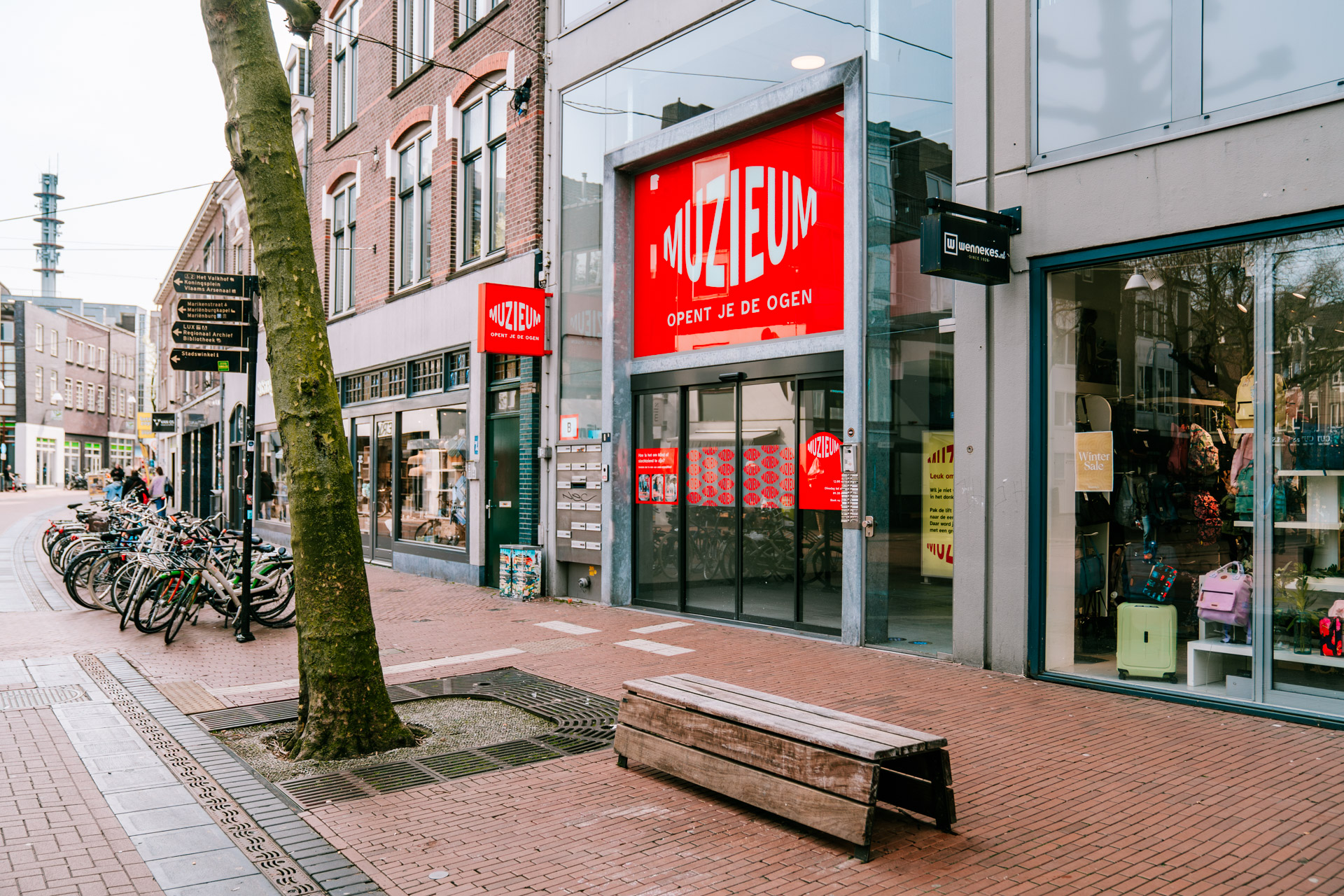
Voorgevel van het muZIEum

Het muZIEum is een museum in de Gelderse stad Nijmegen, dat bezoekers informeert over het leven met een visuele handicap. Het museum profileert zichzelf als het ervaringsmuseum over zien en niet-zien. Via verschillende belevingen en activiteiten leren bezoekers over de leefwereld van blinden en slechtzienden. Het muZIEum heeft drie verschillende onderdelen, die elk een ander aspect van het zien of het niet-zien belichten. 

## Geschiedenis
Het muZIEum ging van start in 2005. In 2010 raakte het museum in financiële problemen en op 25 mei 2010 werd door de rechtbank het faillissement uitgesproken. Nadat pogingen tot een doorstart mislukt waren, sloot het muZIEum in eerste instantie zijn deuren op 31 mei. 
De gemeente Nijmegen besloot in juli 2010 toch een doorstart te financieren. In 2010 en 2011 steunde de gemeente het nieuwe museum met € 100.000 per jaar. Eind augustus 2012 heropende het museum in de kelder en foyer van de Stadsschouwburg Nijmegen. Daar kon men in de kelder de donkerbelevingen ervaren, buiten de Expeditie ribbelroute en in de foyer het museale gedeelte bezoeken. In 2015 ontving het muZIEum een recordaantal van 37.500 bezoekers, die zich dat jaar door visueel beperkte gidsen lieten rondleiden. In dat jaar ontving het muZIEum ook zijn 100.000e bezoeker. Het museum organiseerde een keer per maand een bijzondere ervaring, het zogenaamde Diner in het donker. Men kon in absolute duisternis een driegangendiner ervaren, wederom met als doel om deelnemers een kijkje te gunnen in het leven met een visuele handicap.
Op 1 september 2017 verhuisde het muZIEum naar een 'eigen' pand aan de Ziekerstraat 6B (het voormalige Tilderspand), midden in het centrum van Nijmegen. Ook hier kunnen bezoekers blindheid ervaren in twee donkerbelevingen, slechtziend door de stad lopen tijdens Expeditie ribbelroute en meer te weten komen over de zintuigen op het doe-plein.
Een van de doelstellingen van het museum is het creëren van werkgelegenheid voor mensen met een visuele beperking, die als ervaringsdeskundigen de bezoeker kunnen meenemen in de wereld van niet of weinig zien.

## Expositie

### Donkerbelevingen
Tijdens de 2 donkerbelevingen maakt de bezoeker een wandeling door absolute duisternis. De donkerbelevingen zijn geheel gericht op blindheid. Men toont het alledaagse leven en het vakantieleven, maar dan zonder daarvan iets te kunnen zien: de bezoeker kan hier enkel voelen, horen, ruiken en proeven. De rondleidingen in kleine groepen worden gegeven door een blinde of slechtziende gids.

### Expeditie ribbelroute
De buitenbeleving, Expeditie ribbelroute, is een rondleiding in het stadscentrum van Nijmegen. Door middel van een virtualrealitybril ervaart men slechtziendheid. Tijdens deze beleving vertelt de gids uit eigen ervaring hoe uitdagend het leven kan zijn met een visuele beperking.

### Doe-plein
Op het interactieve Doe-plein maakt de bezoeker kennis met de leefwereld van blinden en slechtzienden. Zo kan men brailleschrift leren schrijven en de hiervoor ontwikkelde hulpmiddelen leren gebruiken, of spellen doen zonder te zien waarmee men bezig is.